# Diocesi di Huacho
La diocesi di Huacho (in latino Dioecesis Huachensis) è una sede della Chiesa cattolica in Perù suffraganea dell'arcidiocesi di Lima. Nel 2023 contava 613.000 battezzati su 679.000 abitanti. È retta dal vescovo Antonio Santarsiero Rosa, O.S.I.

## Territorio
La diocesi comprende sei province della regione peruviana di Lima: Barranca,  Cajatambo, Canta, Huaral, Huaura e Oyón.
Sede vescovile è la città di Huacho, dove si trova la cattedrale di San Bartolomeo.
Il territorio è suddiviso in 61 parrocchie.

## Storia
La diocesi è stata eretta il 15 maggio 1958 con la bolla Egregia quidem di papa Pio XII, ricavandone il territorio dall'arcidiocesi di Lima e dalla diocesi di Huaraz.

## Cronotassi dei vescovi
Si omettono i periodi di sede vacante non superiori ai 2 anni o non storicamente accertati.
- Nemesio Rivera Meza † (15 maggio 1958 - 28 gennaio 1960 nominato vescovo di Cajamarca)
- Pablo Ramírez Taboado, SS.CC. † (28 gennaio 1960 - 19 dicembre 1966 deceduto)
- Lorenzo León Alvarado, O. de M. † (3 agosto 1967 - 22 aprile 2003 ritirato)
- Antonio Santarsiero Rosa, O.S.I., dal 4 febbraio 2004

## Statistiche
La diocesi nel 2023 su una popolazione di 679.000 persone contava 613.000 battezzati, corrispondenti al 90,3% del totale.
| anno | popolazione | popolazione | popolazione | presbiteri | presbiteri | presbiteri | presbiteri                | diaconi | religiosi | religiosi | parrocchie |
| anno | battezzati  | totale      | %           | numero     | secolari   | regolari   | battezzati per presbitero | diaconi | uomini    | donne     | parrocchie |
| ---- | ----------- | ----------- | ----------- | ---------- | ---------- | ---------- | ------------------------- | ------- | --------- | --------- | ---------- |
| 1966 | 220.000     | 225.000     | 97,8        | 38         | 26         | 12         | 5.789                     |         | 13        | 31        | 31         |
| 1968 | 220.000     | 225.000     | 97,8        | 25         | 20         | 5          | 8.800                     |         | 15        | 38        | 18         |
| 1976 | 350.000     | 355.000     | 98,6        | 28         | 14         | 14         | 12.500                    |         | 21        | 46        | 36         |
| 1980 | 365.000     | 380.000     | 96,1        | 33         | 16         | 17         | 11.060                    |         | 23        | 31        | 36         |
| 1990 | 498.000     | 514.000     | 96,9        | 34         | 21         | 13         | 14.647                    |         | 21        | 41        | 39         |
| 1999 | 403.000     | 480.000     | 84,0        | 36         | 27         | 9          | 11.194                    |         | 15        | 47        | 33         |
| 2000 | 410.000     | 485.000     | 84,5        | 33         | 26         | 7          | 12.424                    |         | 13        | 47        | 33         |
| 2001 | 408.000     | 490.000     | 83,3        | 30         | 24         | 6          | 13.600                    |         | 12        | 42        | 34         |
| 2002 | 412.000     | 495.000     | 83,2        | 31         | 25         | 6          | 13.290                    |         | 12        | 42        | 34         |
| 2003 | 438.000     | 500.000     | 87,6        | 31         | 24         | 7          | 14.129                    |         | 10        | 47        | 34         |
| 2004 | 440.000     | 460.000     | 95,7        | 30         | 23         | 7          | 14.666                    | 2       | 13        | 52        | 34         |
| 2006 | 456.000     | 482.000     | 94,6        | 39         | 31         | 8          | 11.692                    | 2       | 42        | 65        | 35         |
| 2013 | 591.350     | 606.240     | 97,5        | 45         | 37         | 8          | 13.141                    | 2       | 41        | 131       | 59         |
| 2016 | 631.102     | 652.350     | 96,7        | 64         | 58         | 6          | 9.860                     | 2       | 37        | 130       | 61         |
| 2019 | 651.640     | 672.060     | 97,0        | 70         | 62         | 8          | 9.309                     | 2       | 43        | 96        | 60         |
| 2021 | 586.000     | 649.000     | 90,3        | 64         | 55         | 9          | 9.156                     | 2       | 41        | 101       | 60         |
| 2023 | 613.000     | 679.000     | 90,3        | 70         | 59         | 11         | 8.757                     | 2       | 44        | 83        | 61         |